# Horst Stadlmayr
Horst Stadlmayr (* 18. Februar 1927 in Linz; † 18. Juni 1998 ebenda) war ein österreichischer Kulturmanager und erster künstlerischer Leiter des Linzer Brucknerhauses.

## Leben und Wirken
Nach Abschluss des Studiums der Veterinärmedizin (Dr. med. vet.) in Wien trat er als Amtstierarzt in den Linzer Magistratsdienst ein. Bereits während seiner Studienzeit entdeckte er seine Liebe zur Musik. Seit Mitte der 1950er-Jahre war Stadlmayr als freier Mitarbeiter der OÖN im Ressort Kultur, Film, Reise und Sport tätig. Von 1967 bis 1985 war er SPÖ-Gemeinderat in Linz. 1967 begann sein siebenjähriges Engagement für den Verein zur Errichtung des Brucknerhauses. Seit der Gründung der Linzer Veranstaltungsgesellschaft (LIVA) 1971 war er bis 1987 deren Geschäftsführer. Seit der Eröffnung des Linzer Brucknerhauses 1974 war er bis 1987 dessen künstlerischer Leiter. Er war ferner für die Eröffnung der zur LIVA gehörenden Linzer Sporthalle 1974 und der Tennishalle 1976 verantwortlich. Stadlmayr initiierte die Einführung des Brucknerfestes 1974, die Gründung des Anton Bruckner Institut Linz und gemeinsam mit Hannes Leopoldseder die Einführung der Ars Electronica 1979.
Stadlmayr starb am 18. Juni 1998 in Linz.

## Auszeichnungen
- Goldenes Ehrenzeichen für Verdienste um die Republik Österreich (1980)
- Kulturmedaille der Stadt Linz

## Publikationen
- Untersuchungen über die Verwendbarkeit des Uropepsintestes bei Ratten und Meerschweinchen. Dissertation, Tierärztliche Hochschule, Wien 1953.
- mit Ernst Kubin: Ars Electronica: 18.–21. September 1979 im Rahmen des Internationalen Brucknerfestes ’79. Linz 1979.